# الملا عثمان الموصلي
الملا عثمان الموصلي (1271 - 1341 هـ/ 1854 - 1923 م) هو قارئ وشاعر وعالم بفنون الموسيقى، وأحد قادة الفكر أدبا وعلما وفنا، ويعد الملا عثمان علم من أعلام مقرئي القرآن الكريم، وأحد رواد نهضة الموسيقى العربية، كما أنه كان خطيبا مفوها في ثورة العراق عام (1920).

## نشأته
هو عثمان بن الحاج عبد الله بن عمر الموصلي ولد عام 1854م في قرية من قرى قضاء آميدي التابعة لمدينة دهوك، وقيل ان مولده في محلة باب العراق بالموصل. وكان والدهُ الحاج عبد الله سقاء قد توارث المهنة عن أجداده، وتوفي والده وهو في السابعة من عمره، وما لبث أن أصيب بفقد بصره متأثراً بمرض الجدري الذي أصيب بهِ وضمه جارهُ محمود بن سليمان العمري إلى أولادهِ في موضع عناية، وعين لهُ معلماً حفّظه القرآن، وقد أعجب محمود أفندي بصوت عثمان فخصص لهُ معلماً يعلمه الموسيقى والألحان، فنبغ فيها وحفظ الأشعار والقصائد، وشرع عثمان في تعلم علوم اللغة العربية على علماء عصره كالشيخ عمر الأربيلي وصالح الخطيب وعبد الله فيضي وغيرهم. وكان يجيد اللغتين الفارسية والتركية.
وعندما توفي محمود أفندي العمري عام 1865، ترك عثمان مدينة الموصل، واتجه إلى بغداد، وكان في العقد الثالث من عمره، وتلقاه بالتكريم أحمد عزت باشا العمري ابن محمود أفندي، وأسكنه عندهُ واشتهر هناك بقراءة المولد فحفّ به الناس، ودرس عثمان صحيح البخاري على داؤد أفندي وبهاء الحق أفندي الهندي. وذهب إلى الحج ثم عاد إلى الموصل عام 1886، وتتبع الدرس فيها على يد الشيخ محمد بن جرجيس الموصلي الشهير بالنوري، وأخذ عنه الطريقة القادرية، وهي إحدى الطرق الصوفية الشهيرة في الموصل، وقرأ القراءات السبع على الطريقة الشاطبية على المقرئ الشيخ محمد بن حسن أجازه بها، وسافر إلى إسطنبول حيث تلقاهُ أحمد عزة باشا العمري، وعّرفه على مشاهير الناس وعلمائهم وأخذ عن الشيخ مخفي أفندي القراءات العشر والتكبيرات وأجازه فيها، ورأى الملا عثمان أن يوسع معارفه فسافر إلى مصر واخذ عن الشيخ يوسف عجور إمام الشافعية القراءات العشر للقرآن والتهليل والتحميد وأجازه بها. وأصدر وهو في مصر مجلة سماها «المعارف» ولكن لم تطل حياتها.
وعاد من مصر إلى الموصل، وكان قد درس في بغداد علوم اللغة العربية على يد الشيخ محمود شكري الآلوسي.
سيرته الذاتية:
يعتبر الملا عثمان الموصلي من أهم ملحني الشرق الأوسط في نهايات القرن الثامن عشر، أورد سيرته وترحاله العديد من المؤرخين وكان من ابرزهم: (المؤرخ العراقي الدكتور/عادل البكري)، والذي خص سيرة الملا بكتابين، الكتاب الأول بعنوان «عثمان الموصلي الموسيقار الشاعر المتصوف».
أما الكتاب الثاني بعنوان «عثمان الموصلي قصة حياته وعبقريته».
كما خص سيرته (القاضي والمؤرخ العراقي محمود العبطة) بكتاب كان عنوانه «عثمان الموصلي في بغداد»
حط الموصلي ترحاله في العديد من المدن مثل بغداد وحلب ودمشق وإسطنبول والقاهرة. وكان يتكلم العديد من اللغات مثل الكردية والعربية والتركية والفارسية.وقد درس على يد الملا العديد من أعلام الموسيقي في العالم العربي مثل: (عبده الحامولى، ومحمد كامل الخلعي، وعلي محمود، وسيد درويش، وعمر البطش، وعبد الرازق القبانجي، والملا أبا خليل القباني). حيث تعلموا عنده الموشحات الشامية والتركية فعبرت من خلالهِ مقامات لم تكن معروفة في مصر (كالنهاود والحجاز كار) كما كان دائر المعارف في الشعر والمقامات الموسيقية والضرب على العود والعزف على القانون ولهُ العديد من القصائد والموشحات والالحان، وقد كرم من قبل أعيان الدولة العثمانية أكثر من مرة لأنهُ قدم المئات من الألحان الدينية.
أصدر في مصر مجلة المعارف عام 1897، وكان هو رئيس تحريرها.

## الأستانة
سافر الملا عثمان إلى إسطنبول أكثر من مرة وأستمع إليه الناس في جامع أيا صوفيا وأعجبوا به وأصبح مقصداً للمجتمع الأدبي والفني. وأهم الشخصيات التي تعرف بها في إسطنبول محمد أبو الهدى الصيادى وأخذ عنه الطريقة الرفاعية، وفتح أمامه آفاقاً بتقديمه إلى السلطان عبد الحميد. وقربه السلطان وسمح له دخول قصوره وقصور الحريم متى شاء، وظل الملا عثمان مقرباً من البلاط في إسطنبول وكان موضع عناية الخليفة العثماني، وكان يعتمد عليه شخصياً في إيفاده إلى بعض أنحاء الإمبراطورية العثمانية لأغراض سياسية، وكان يخطب في الحج باسم السلطان عبد الحميد بتخويل منه. والتقى عند ذهابه إلى مصر عام 1895 بالموسيقار عبده الحمولي وغيره من رجال الموسيقى والفن ودرسوا عليه فنون الموشحات، والتقى عام 1909 بسيد درويش في الشام، ودرس عليه سيد درويش الموشحات وفنون الموسيقى، وقام بتخميس لامية البوصيري واطلق عليها (الهدية الشامية على القصيدة اللامية). وقد أرسله السلطان عبد الحميد إلى ليبيا لمعرفة المقاصد السياسية للسنوسي فأكرمه السنوسي أجل إكرام.

## الموصل
وفي عام 1910م تولى الملا عثمان الموصلي إعادة بناء مسجد شمس الدين الأموي في محلة باب العراق في الموصل وبنى فيهِ مدرسة، وبطلب من الاستانة حيث قدمت لهُ الدعم المالي وصار المسجد فيما بعد مدرسة خاصة بالملا عثمان الموصلي.
أشهر الكتب التي قام عثمان بنشرها:
. الابكار الحسان في مدح سيد الأكوان (1895).
. تخميس لامية البوصيري (1895).
. المراثى الموصلية في العلماء المصرية (1897).
. مجموعة سعادة الدارين (1898).
. الأجوبة العراقية لأبي الثناء الالوسي (1890).
. الترياق الفاروقي وهو ديوان عبد الباقي العمري (1898)
ومن الاثار القليلة التي وصلتنا من غناء الملا عثمان قصيدة للخليفة الاموي (يزيد بن معاوية) عام (1854-1923) يقول فيها:
"أقول لصاحب ضمت الكأس شملهم / وداعى صبابات الهوى يترنم
خذوا بنصيب من نعيم ولذة / فكل وان طال المدى يتصرم
ولا تتركوا يوم السرور إلى غدا، فان غدا يأتي بما ليس يعلم.

## موشحاته
لديه الكثير من الموشحات والأغاني من أشهرها:
- فوق النخل
- لغة العرب اذكرينا، غناها يوسف عمر.
- يا أم العيون السود، التي غناها ناظم الغزالي.
- آه يا حلو يا مسليني.

## وصلات خارجية
- ترجمته - معجم البابطين لشعراء العربية في القرنين التاسع عشر والعشرين